# Lengyeltóti
Lengyeltóti város Somogy vármegyében, a Fonyódi járásban.

## Fekvése
Fonyódtól 11 kilométerre délkeletre fekszik, a Kaposvártól Somogyváron át Fonyódig vezető 6701-es út mentén. Buzsákon át Niklára és Marcali vonzáskörzetébe a 6708-as út vezet a településről, Balatonboglár felé pedig – Szőlősgyörökön át – a 6711-es út indul innen.
A hazai vasútvonalak közül a kisváros területén a Kaposvár–Fonyód-vasútvonal halad át, melynek egy megállási pontja van itt, Lengyeltóti vasútállomás; utóbbi a település nyugati részén található, közúti elérését a 6708-as útból kiágazó 67 315-ös számú mellékút teszi lehetővé.
A Balaton déli partjától az ősi vármegyeközpontba, Somogyvárra, majd azon túl, a Délvidékre vezető hadi út mentén, kisebb magaslaton keletkezett település. Ma a Balatonboglári borvidék részét képezi.

## Nevének eredete
Tóti neve a tót szóból ered: ez a régi magyar szóhasználatban a délszlávokra is vonatkozó népnév volt. Ez valószínűleg arra utal, hogy az Árpád-korban a déli szomszédunkban élő szlavónokat – tótokat – telepítettek be a községbe.

## Története
Nevét 1116-ban említette először oklevél, később 1331-ben Thoty alakban fordult elő. A település a középkorban mindvégig a neves lengyeltóti Lengyel család ősi fészke és birtoka volt, innen kapta később a település is mai Lengyeltóti nevét. A Tóti Lengyel családról a 13. századból, IV. Béla király korából maradt fenn az első adat; Móricz de Tóti nevét már 1249-ben említette egy oklevél. A 14. században pedig már Szigliget is a birtokaik közé tartozott.
A falu 1660-ban is a Szigligeti várhoz tartozott, mely ugyancsak e család birtokában volt. Egy 1703 körüli összeírás Zankó Miklós és Boldizsár birtokának írta. 1715-ben 20 háztartást írtak itt össze. 1726-ban is a Lengyel családé volt, majd a 19. század első felében a Lengyel család örökösei lettek birtokosai. Közülük báró Fechtignek itt híres gazdasága és ménese volt. Később, részben vétel, részben örökség útján, az Inkey családra szállt és az  Inkey családé maradt egészen 1860-ig, ekkor csere útján a Zichy családé lett, az 1900-as évek elején is gróf Zichy Bélának volt itt a legnagyobb birtoka és két kastélya. A településen levő régebbi emeletes kastélyt a Horváth család építtette a 17. század vége körül, amely később, a 20. század eleje körül a járásbíróság épülete lett. Az újabb kastélyt a Lengyel család a 19. század elején építtette, barokk stílusban. A kastélyt Később az Inkey család átalakíttatta és megnagyobbította. E kastélyban a 20. század elejének adatai szerint közel 5000 kötetes könyvtár, családi képtár és nagyon gazdag és értékes vadásztrófeák is voltak.
Az itteni római katolikus templomot gróf Zichy Nepomuk János 1882-ben megnagyobbíttatta. Az 1900-as évek elején itt a járási hivatalokon kívül Kaszinó, nőegylet, iparoskör, hitelszövetkezet, a boglári takarékpénztár fiókintézete és Tukora Károly és Tráknyák Ferencnek gőzmalma is működött.
Ide tartoztak Rágnicza-major, Tóti-major, Ludas-puszta, Zsigmond-major és Pusztaberény, valamint Fehérbézseny és Feketebézseny is. E két puszta helyén feküdt a középkorban Besenyő falu, Pusztaszentgyörgy helyén pedig Szent-György falu, Mamocs-puszta pedig a középkorban falu volt, valamint Mohácsi-szőlő és Nagytatárvár is ide tartozott.

### Besenyő
Besenyő neve már az 1332-1337. évi pápai tizedjegyzékben is szerepelt Besenen alakban írva. 1409-ben Gordovai Fancs János hagyatékához tartozó birtokok között szerepelt. 1424-ben ennek fiai, János, Imre, Bertalan és László, osztoztak meg Besenyő-Szent-Györgyön, majd 1455-ben új adományt is nyertek rá. 1733-ban már csak puszta és Lengyel Miklós özvegyéé. E család után pedig a Kiss családra szállt. 1856-ban aztán Inkey József örökölte.

### Szent-György
Pusztaszentgyörgy helyén feküdt egykor Szent-György falu, amely már ugyancsak szerepelt az 1332-1337. évi pápai tizedjegyzékben is. 1409-ben ez is Gordovai Fancs János hagyatékához tartozott. Templomát 1424-ben említették. Az 1660. évi dézsmaváltságjegyzék Csobánc várához tartozónak írta.

### Mamocs
Mamocs-puszta a középkorban ugyancsak falu volt. Ez is előfordult az 1332-1337. évi pápai tizedjegyzékben, tehát ekkor már egyháza is volt.

### Mohácsi-szőlő
Mohácsi-szőlő 1703 körül Zankó Miklós és Boldizsár birtoka volt, majd 1733-ban pedig Lengyel Miklós özvegyének birtoka.

### Nagytatárvár
Nagytatárvár a hagyomány szerint török váracs volt.

## Közélete

### Polgármesterei
- 1990–1994: Papszt Lajos (független)[4]
- 1994–1998: Papszt Lajos (független)[5]
- 1998–2002: Papszt Lajos (független)[6]
- 2002–2006: Papszt Lajos (független)[7]
- 2006–2010: Papszt Lajos (független)[8]
- 2010–2014: Zsombok Lajos József (független)[9]
- 2014–2019: Zsombok Lajos József (Fidesz-KDNP)[10]
- 2019–2024: Zsombok Lajos József (Fidesz-KDNP)[11]
- 2024– : Nagy Máté (független)[1]

## Népesség
A település népességének változása:
| Lakosok száma | 3123 | 3082 | 3003 | 2844 | 2855 | 2876 | 2915 |
|               | 2013 | 2014 | 2015 | 2021 | 2022 | 2023 | 2024 |

A 2011-es népszámlálás során a lakosok 89%-a magyarnak, 2,4% németnek, 8,3% cigánynak, 0,1% horvátnak, 0,1% örménynek, 0,1% románnak mondta magát (9,9% nem nyilatkozott; a kettős identitások miatt a végösszeg nagyobb lehet 100%-nál). A vallási megoszlás a következő volt: római katolikus 64,8%, református 3%, evangélikus 2,1%, felekezet nélküli 13,4% (15,9% nem nyilatkozott).
2022-ben a lakosság 79,9%-a vallotta magát magyarnak, 2,4% cigánynak, 3,4% németnek, 0,1-0,1% ukránnak, szlovénnek és szlováknak, 1,8% egyéb, nem hazai nemzetiségűnek (18,1% nem nyilatkozott; a kettős identitások miatt a végösszeg nagyobb lehet 100%-nál). Vallásuk szerint 42% volt római katolikus, 2,2% református, 1,5% evangélikus, 0,5% görög katolikus, 0,9% egyéb keresztény, 1,1% egyéb katolikus, 8,3% felekezeten kívüli (43,4% nem válaszolt).

## Nevezetességei
- Római katolikus plébániatemploma különleges műemlék. Még az 1990-es években sem tudtak az eklektikus stílusban 1882-ben épült templom belsejében rejtőzködő Árpád-kori templomról, de az 1989-ben elkezdett felújítás során kiderült, hogy egy sokkal régebbi templom maradványai alkotják a templom déli részét. A régészeti feltárás és a műemléki helyreállítás nyomán egy 12. századi templommal gazdagodtunk. A templom alaprajzán nyugati toronypárt és hármas szentélyfejezetet figyelhetünk meg. A templom az építészeti jegyek alapján az 1100-as években épült. Mivel az 1333 táján keletkezett pápai tizedjegyzékek nem említik a helység nevét, ezért feltételezik, hogy a templom valamely magyar szerzetesrend egyháza lehetett

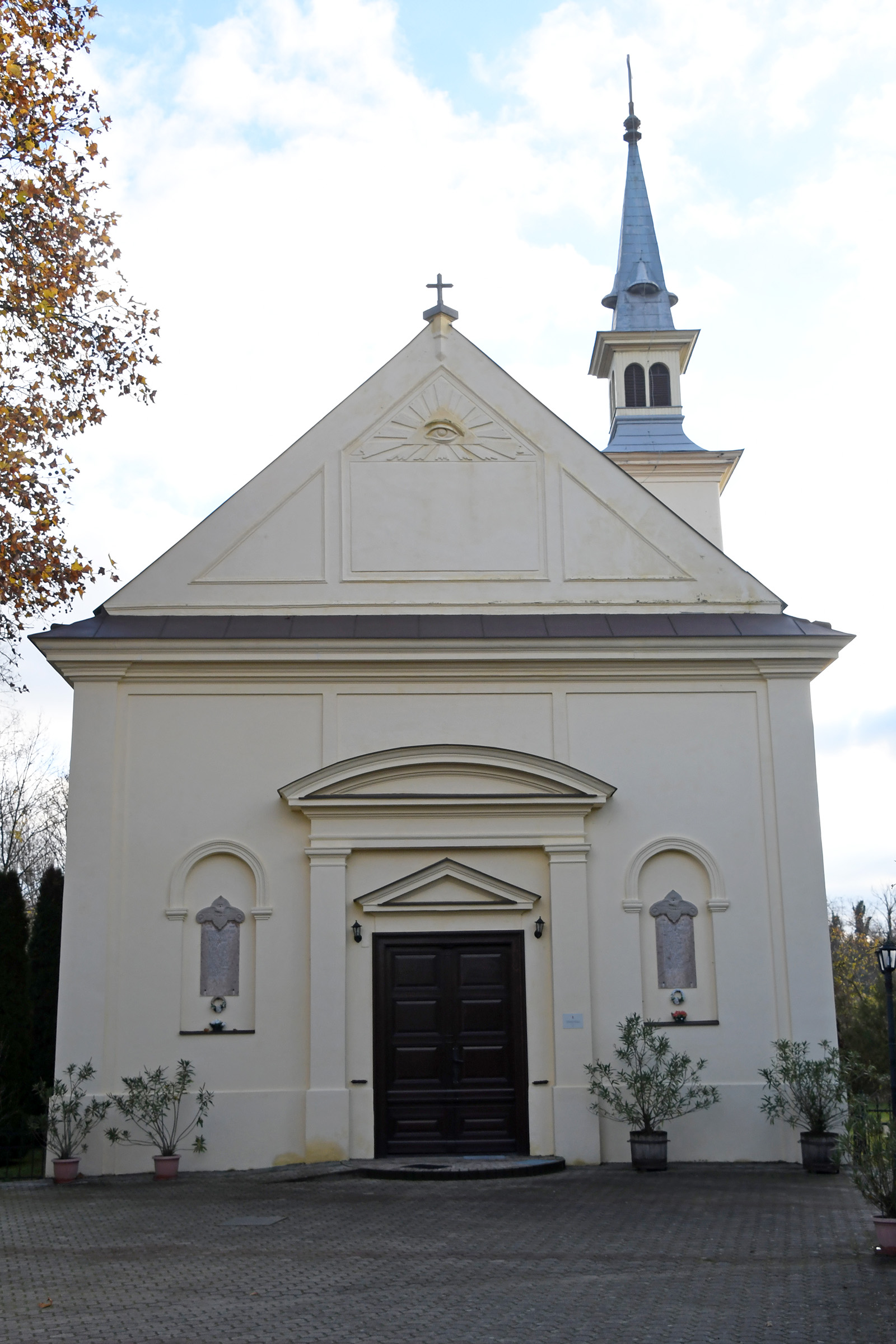
A római katolikus templom
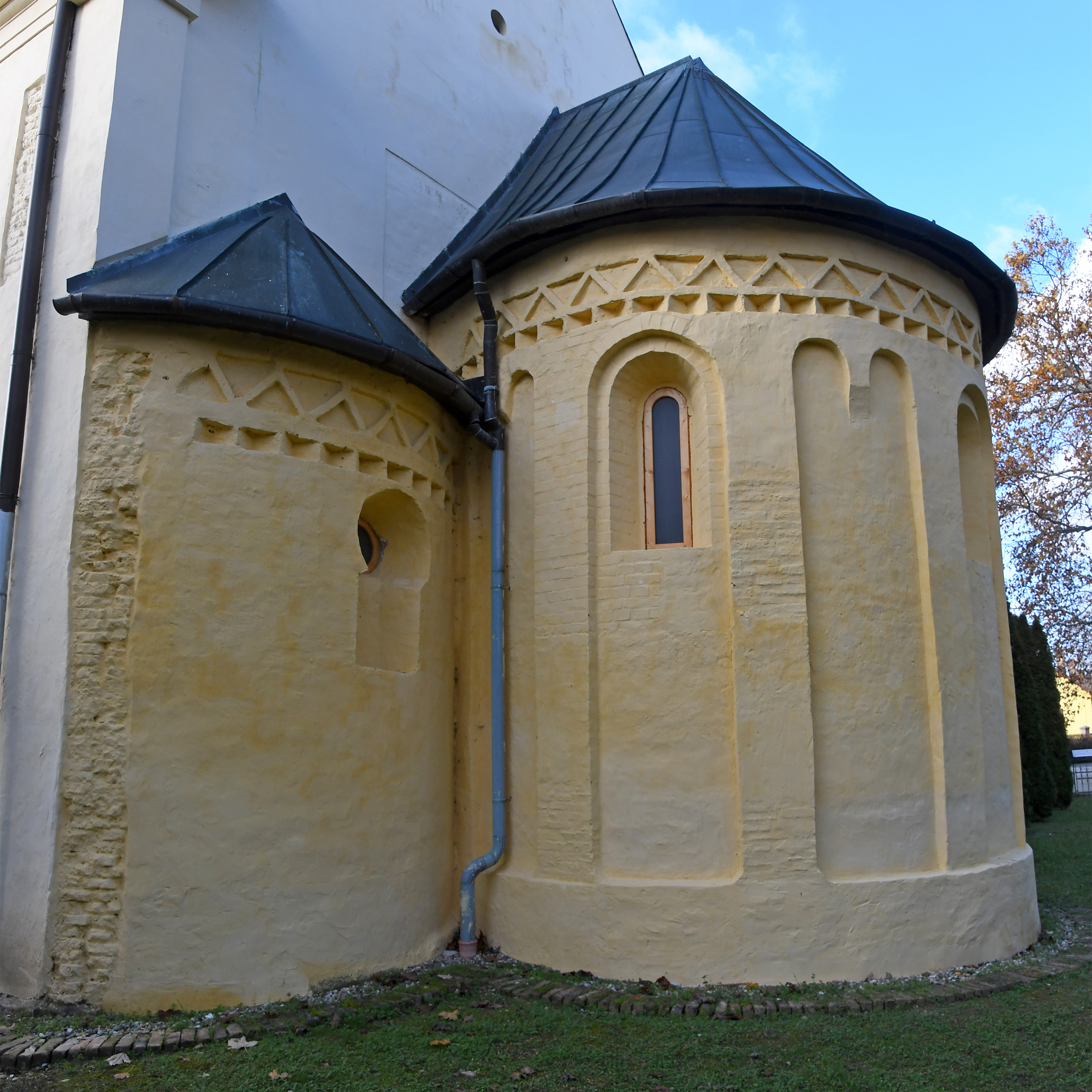
Árpád-kori szentély
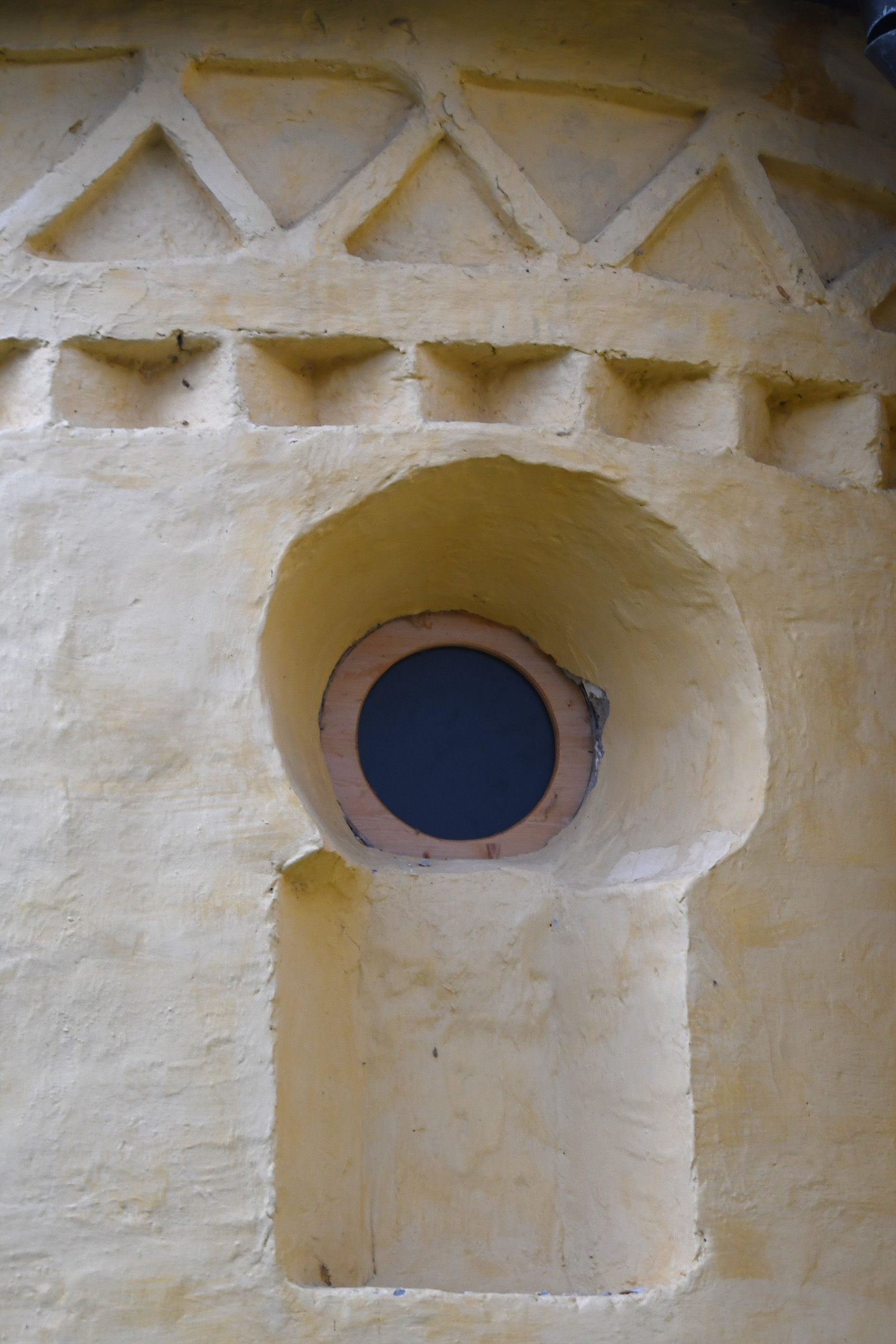
Árpád-kori részlet
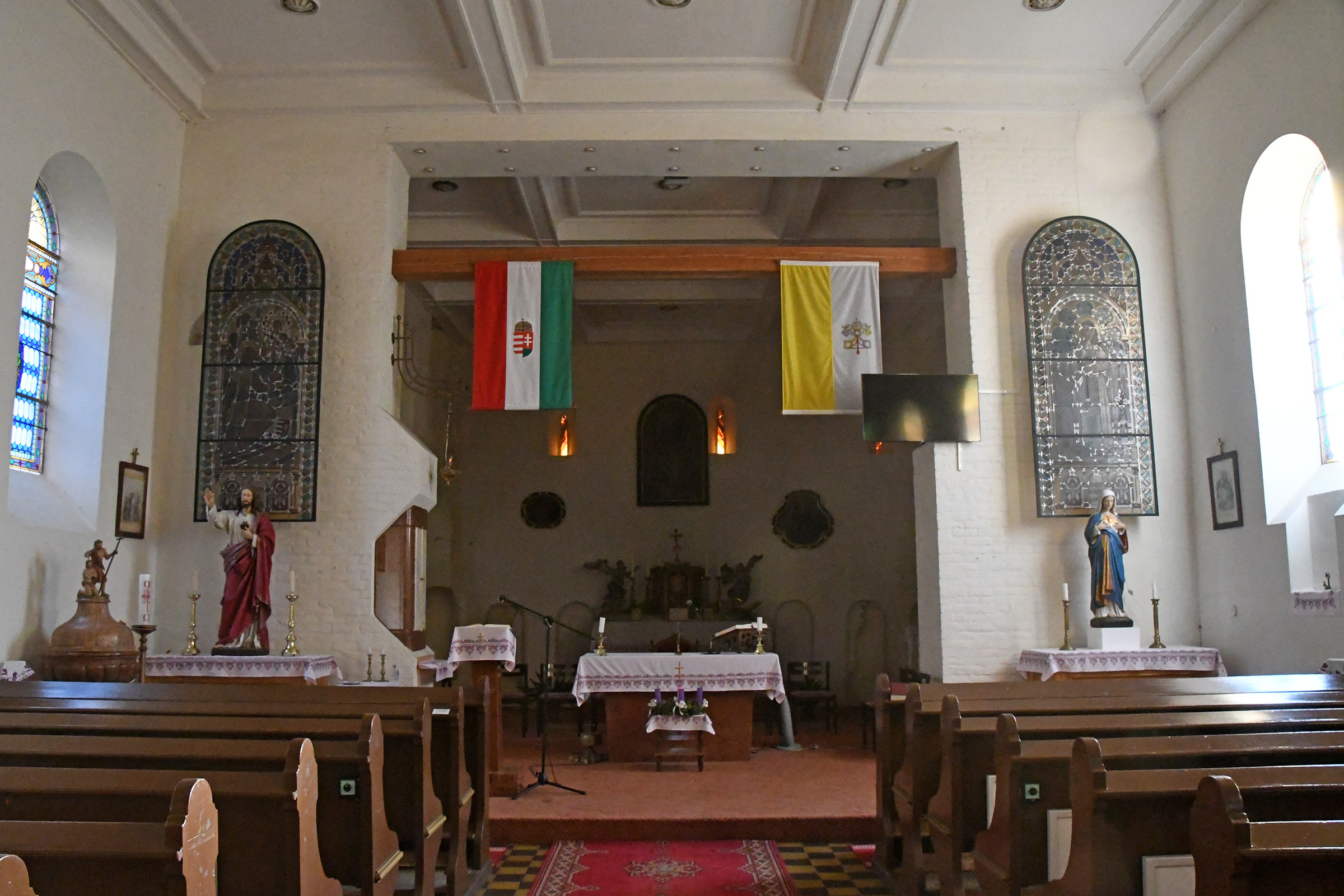
Belső tér

- Zichy-kastély
- A város határában található Közép-Európa legnagyobb dióültetvénye.[14]

## Ismert személyek

### Itt születtek
- Bagó Bertalan (1962) színész, rendező
- Baricz Katalin (1948) fotóművész
- Honti László (1948) nyelvész, finnugrista, egyetemi tanár, a Magyar Tudományos Akadémia tagja
- Jakabfi Zsanett (1990) BL-győztes válogatott labdarúgó
- Kormos Anett (1981) humorista, újságíró
- Kuti Kis Rita (1978) teniszezőnő
- Posza Zsolt (1977) válogatott labdarúgó
- Rajczi Péter (1981) válogatott labdarúgó
- Báró Szterényi József (1861–1941) politikus, kereskedelemügyi miniszter, iparfejlesztési és iparoktatási szakértő
- Szterényi Hugó (1857–1909) bölcseleti doktor, mineralógus, természettudományi író, Szterényi József politikus bátyja
- Takács Klára (1945–2017) Kossuth-díjas operaénekes-nő
- Tari Balázs (1956) a nagy tiszteletben tartott lengyeltóti Tari családból Tari János iskolaigazgató leszármazottja, műszaki mérnök, tanító, a kaposvári Eötvös Loránd Műszaki Szakgimnázium neves tanára
- Tóth András Ernő (1969) színész, rendező, jogász

### Itt éltek
- Itt praktizált élete utolsó időszakában, itt halt meg és itt is van eltemetve Hápka Péter (1885–1961) ügyvéd, kárpátaljai autonómiapárti magyar politikus, magyarországi országgyűlési képviselő.

## Kultúra, sport
Az évenként megrendezett Somogyi Tavaszi Fesztivál részeként Lengyeltóti is kulturális fesztivált szervez, melynek színvonalát a helyi kulturális egyesületek, műkedvelők bemutatkozásán túl országosan ismert fellépők is emelik.
A Lengyeltótiért–Somogyért Egyesület 2000 májusában alakult és 2000. november 14-étől működik mint bejegyzett szervezet. A negyven-ötven fővel tevékenykedő egyesület az önkormányzattal és a helyi civilszervezetekkel együttműködve szervezte meg a „Gondozott, Virágos Porta” mozgalmat. Emellett megszervezték a vándor horgászversenyt, s kiveszik részüket a Tóti Napok megrendezésében is. A Nyugdíjasok Lengyeltóti Egyesülete hasonló aktivitással vesz részt a városi rendezvényeken, fellépnek énekkarukkal, s faültetési-tereprendezési munkákban is kiveszik a részüket.
A Lengyeltóti Városi Sportegyesület három szakosztállyal működik. Asztalitenisz-csapatuk 1982 óta az NB III. osztályban versenyez, a szakosztály vezetője Benkő Árpád. A sakkszakosztály a megyei I. osztályban szerepel váltakozó sikerrel, Ilosvay István vezetésével. A helyi labdarúgó-szakosztály felnőtt-, ifi- és serdülőcsapattal egyaránt részt vesz a vármegyei bajnokságban.
A városban 1991-ben alakult meg az Ördöngös Táncegyüttes. Az alapítás többek között Németh Márta nevéhez fűződik, aki jeles népművelő és néprajzkutató tevékenységet folytatott a környéken. Az együttes jelenlegi művészeti vezetője Tóth Tibor János. 2008-ban a Gyermeklakodalmas című koreográfiájukkal bejutottak az Országos Gyermektáncantológia gálájára, az Operettszínházba. Jelenleg a 25 fővel működik az ifjúsági együttes, emellett egy 15 fős gyermekcsoport biztosítja az utánpótlást.
Keresztes László karnagy a  helyi zeneiskola jelenlegi és volt növendékeiből alapította meg 1998 októberében a Lengyeltóti Brass Band zenekart. A klasszikus fúvószenekari darabokat, filmzenét, slágereket és jazzt előadó zenekar 2001 óta rendszeresen fellép Lengyeltóti és környéke különböző rendezvényein, valamint nemzetközi találkozókon mutatkozott be Szlovákiában, Lengyelországban, Ausztriában, Németországban és Erdélyben. 2000 áprilisában a Budapesten megrendezett Nemzetközi Gyermek és Ifjúsági Jazz Fesztiválon második helyezést ért el, s ugyanazon év júliusában a Magyar Fúvószenei Szövetség arany minősítéssel díjazta az együttest show kategóriában, illetve a Zeneiskolai Zenekarok IV. Országos Versenyén harmadik díjat kapott big band kategóriában.

## Testvértelepülései
- Farkaslaka, Románia (Székelyföld)
- Dielheim, Németország
- Węgierska Górka, Lengyelország
- Lég, Szlovákia (Felvidék)
- Szentgyörgyvár, Horvátország